# Hugo Emiliano Rodríguez
Hugo Emiliano Rodríguez Chávez (4 de febrero de 1985, Distrito Federal, México) es un futbolista mexicano, juega como defensa y actualmente se encuentra sin equipo.

## Estadísticas
| Atlante F. C. · México                                  | 1ª            | 2005-06       | 2   | 0  | -  | - | - | - | 2   | 0  |
| Atlante F. C. · México                                  | 1ª            | 2007          | 1   | 0  | -  | - | - | - | 1   | 0  |
| Atlante F. C. · México                                  | 1ª            | 2010          | 3   | 0  | -  | - | - | - | 3   | 0  |
| Atlante F. C. · México                                  | Total club    | Total club    | 6   | 0  | 0  | 0 | 0 | 0 | 6   | 0  |
| Real de Colima · México                                 | 2ª            | 2006-07       | 17  | 1  | -  | - | - | - | 17  | 1  |
| Real de Colima · México                                 | 2ª            | 2007-08       | 28  | 0  | -  | - | - | - | 28  | 0  |
| Real de Colima · México                                 | Total club    | Total club    | 45  | 1  | 0  | 0 | 0 | 0 | 45  | 1  |
| C. León · México                                        | 2ª            | 2008-09       | 32  | 4  | -  | - | - | - | 32  | 4  |
| C. León · México                                        | 2ª            | 2010          | 9   | 0  | -  | - | - | - | 9   | 0  |
| C. León · México                                        | Total club    | Total club    | 41  | 4  | 0  | 0 | 0 | 0 | 41  | 4  |
| Venados F. C. · México                                  | 2ª            | 2011          | 15  | 0  | -  | - | - | - | 15  | 0  |
| Venados F. C. · México                                  | Total club    | Total club    | 15  | 0  | 0  | 0 | 0 | 0 | 15  | 0  |
| Altamira F. C. · México                                 | 2ª            | 2012-13       | 22  | 2  | 6  | 0 | - | - | 28  | 2  |
| Altamira F. C. · México                                 | 2ª            | 2013-14       | 27  | 2  | 5  | 0 | - | - | 32  | 2  |
| Altamira F. C. · México                                 | 2ª            | 2014-15       | 28  | 1  | 4  | 0 | - | - | 32  | 1  |
| Altamira F. C. · México                                 | Total club    | Total club    | 77  | 5  | 16 | 0 | 0 | 0 | 93  | 5  |
| Cafetaleros · México                                    | 2ª            | 2015-16       | 32  | 0  | 5  | 0 | - | - | 37  | 0  |
| Cafetaleros · México                                    | 2ª            | 2016-17       | 27  | 0  | 4  | 0 | - | - | 31  | 0  |
| Cafetaleros · México                                    | 2ª            | 2017-18       | 2   | 0  | 6  | 0 | - | - | 8   | 0  |
| Cafetaleros · México                                    | 2ª            | 2018-19       | 16  | 0  | 5  | 0 | - | - | 21  | 0  |
| Cafetaleros · México                                    | Total club    | Total club    | 77  | 0  | 20 | 0 | 0 | 0 | 97  | 0  |
| Total carrera                                           | Total carrera | Total carrera | 261 | 10 | 36 | 0 | 0 | 0 | 294 | 10 |
| (1)Incluye datos de la Copa México. (2)Incluye datos de |               |               |     |    |    |   |   |   |     |    |

## Palmarés

### Campeonatos nacionales
| Título                  | Club        | País   | Año     |
| ----------------------- | ----------- | ------ | ------- |
| 2.Ascenso MX            | Cafetaleros | México | 018     |
| Final Temporada 2017-18 | Cafetaleros | México | 2017-18 |